# William P. Fessenden
William Pitt Fessenden, född 16 oktober 1806 i Boscawen, New Hampshire, död 8 september 1869 i Portland, Maine, var en amerikansk politiker. Han var först med i Whigpartiet och blev senare republikan.
Han studerade vid Bowdoin College och fortsatte med juridik. Han var 1827 med om att grunda nykterhetssällskapet i Maine, Maine Temperance Society.
Han var ledamot av USA:s representanthus 1843-1845 och ledamot av USA:s senat från Maine 1853-1864 och 1865-1869. Han blev invald i senaten med stöd av whigs och sådana demokrater som var slaverimotståndare. Han omvaldes som republikan. Han var motståndare till Kansas-Nebraska Act.
President Abraham Lincoln utnämnde honom till USA:s finansminister när finansministern Salmon P. Chase blev utnämnd till chefsdomare i USA:s högsta domstol. Fessenden återvände följande år till senaten. Han dog som senator och hans grav finns på Evergreen Cemetery i Portland, Maine.